# 龍城線
龍城線（リョンソンせん）は、朝鮮民主主義人民共和国平壌直轄市兄弟山区域にある西浦駅から龍城区域にある東北里駅までを結ぶ鉄道路線である。

## 路線データ
- 路線距離：西浦～東北里間15.3km
- 駅数：4（両端駅を含む）
- 軌間：1435mm
- 電化区間：全線（直流3000V）
- 複線区間：なし

## 概要
日本統治時代に建設された平元線を原型としている。

## 駅一覧
- 駅所在地は全線平壌直轄市内。

| 駅名              | 駅名            | 駅名            | 駅間キロ (km) | 累計キロ (km) | 接続路線             | 所在地     |
| 日本語            | 朝鮮語          | 英語            | 駅間キロ (km) | 累計キロ (km) | 接続路線             | 所在地     |
| ----------------- | --------------- | --------------- | ------------- | ------------- | -------------------- | ---------- |
| 西浦駅            | 서포역          | Sŏp'o           | 0.0           | 0.0           | 北朝鮮鉄道省：平義線 | 兄弟山区域 |
| 龍城駅            | 룡성역          | Ryongsŏng       | 6.0           | 6.0           |                      | 龍城区域   |
| セドン駅 (馬嵐駅) | 새동역 (마람역) | Saedong (Maram) | 7.1           | 13.1          |                      | 龍城区域   |
| 東北里駅          | 동북리역        | Tongbuk-ri      | 2.2           | 15.3          | 北朝鮮鉄道省：平羅線 | 龍城区域   |

## 参考資料
- 国分隼人（2007年）. 『将軍様の鉄道 北朝鮮鉄道事情』, 新潮社. ISBN 9784103037316